# Good Times (Born Crain)
Good Times is de naam van de tweede single van Born Crain en werd uitgebracht in België op 28 april 2006. Het nummer verscheen in oktober 2006 ook op de debuut-cd van de zanger samen met 10 andere tracks, waaronder zijn vorige single Fools Rush In en de opvolger van Good Times, Don't Ever Go.

## Ultratop 50
| Single met hitnotering(en) in de Vlaamse Ultratop 50 | Datum van verschijnen | Datum van binnenkomst | Hoogste positie | Aantal weken | Opmerkingen |
| ---------------------------------------------------- | --------------------- | --------------------- | --------------- | ------------ | ----------- |
| Good Times                                           | 28-04-2006            | 27-05-2006            | 35              | 2            |             |